# Palais Broggi
Pour les articles homonymes, voir Broggi.
Le palais Broggi (en italien : Palazzo Broggi) est un bâtiment éclectique de la ville de Milan en Italie.

## Histoire
Le bâtiment fut conçu par l'architecte italien Luigi Broggi (it). Son inauguration eut lieu au mois d'octobre 1901. Le palais abrita le siège de la Bourse de Milan entre 1901 et 1932, quand le nouveau siège dans le palazzo Mezzanotte fut inauguré.

## Description
Le palais se situe dans la piazza Cordusio (it) dans le centre-ville de Milan.
Le palais présente un style éclectique connu en Italie sous le nom de style humbertien, très populaire dans la péninsule à la fin du XIXe siècle.